# NGC 3131
NGC 3131 је спирална галаксија у сазвежђу Лав која се налази на NGC листи објеката дубоког неба.
Деклинација објекта је + 18° 13' 52" а ректасцензија 10h 8m 36,2s. Привидна величина (магнитуда) објекта NGC 3131 износи 13,1 а фотографска магнитуда 13,9. Налази се на удаљености од 78,7000 милиона парсека од Сунца. NGC 3131 је још познат и под ознакама UGC 5471, MCG 3-26-33, CGCG 93-60, IRAS 10058+1828, PGC 29499.